# Pointe moustérienne
La Pointe moustérienne est un outil de pierre taillée faisant partie des outils de la Préhistoire associé à l'industrie lithique du Moustérien dont il est l'un des outils principaux.
Il s'agit d'un objet de type pointe. Son aspect est « plus ou moins triangulaire, se rapprochant de la variété isocèle, l'angle du sommet étant inférieur à 90 ° et les bords latéraux courbes, ogivaux, sensiblement droits ou asymétriques partiellement ou totalement retouchés sur la face dorsale ».
Datant du paléolithique moyen, il est obtenu par débitage d'un éclat de forme triangulaire sur nucléus, le débitage pouvant être Levallois, Discoïde, laminaire, Quina,. L'éclat subit alors de nombreuses retouches (à l'aide d'un retouchoir) des deux côtés de la pointe, ceci afin de lui donner des bords tranchants. La forme finale évoque celle d'un racloir double avec une pointe au sommet.
Ne pas confondre avec la pointe Levallois et la pointe pseudo-Levallois. Toutefois, une pointe Levallois à bords retouchés peut être vue comme une pointe moustérienne. 